# Герода (Тирингија)
Герода (њем. Geroda) општина је у њемачкој савезној држави Тирингија. Једно је од 76 општинских средишта округа Зале-Орла. Према процјени из 2010. у општини је живјело 275 становника. Посједује регионалну шифру (AGS) 16075029.

## Географски и демографски подаци
Герода се налази у савезној држави Тирингија у округу Зале-Орла. Општина се налази на надморској висини од 343 метра. Површина општине износи 6,1 km². У самом мјесту је, према процјени из 2010. године, живјело 275 становника. Просјечна густина становништва износи 45 становника/km².